# Selección de fútbol sub-17 de Tayikistán
La Selección de fútbol sub-17 de Tayikistán, conocida también como la Selección infantil de fútbol de Tayikistán, es el equipo que representa al país en la Copa Mundial de Fútbol Sub-17 y en el Campeonato Sub-16 de la AFC, y es controlada por la Federación de Fútbol de Tayikistán.
Su mejor logro hasta la fecha, fue la clasificación para la Copa Mundial de Fútbol Sub-17 de 2007, y el pase a segunda ronda donde perdió ante Perú en octavos de final en penaltis y la clasificación a la Copa Mundial de Fútbol Sub-17 de 2019

## Palmarés
- Campeonato Sub-16 de la AFC:
  -  Subcampeón: 2018
  -  Tercer Lugar: 2006

## Estadísticas

### Mundial Sub-17
| Récord | Récord           | Récord       | Récord       | Récord       | Récord       | Récord       | Récord       | Récord |
| Año    | Ronda            | J            | G            | E1           | P            | GF           | GC           |        |
| ------ | ---------------- | ------------ | ------------ | ------------ | ------------ | ------------ | ------------ | ------ |
| 1993   | No participó     | No participó | No participó | No participó | No participó | No participó | No participó |        |
| 1995   | No participó     | No participó | No participó | No participó | No participó | No participó | No participó |        |
| 1997   | No participó     | No participó | No participó | No participó | No participó | No participó | No participó |        |
| 1999   | No clasificó     | No clasificó | No clasificó | No clasificó | No clasificó | No clasificó | No clasificó |        |
| 2001   | No clasificó     | No clasificó | No clasificó | No clasificó | No clasificó | No clasificó | No clasificó |        |
| 2003   | No clasificó     | No clasificó | No clasificó | No clasificó | No clasificó | No clasificó | No clasificó |        |
| 2005   | No clasificó     | No clasificó | No clasificó | No clasificó | No clasificó | No clasificó | No clasificó |        |
| 2007   | Octavos de final | 4            | 1            | 1            | 2            | 5            | 6            |        |
| 2009   | No clasificó     | No clasificó | No clasificó | No clasificó | No clasificó | No clasificó | No clasificó |        |
| 2011   | No clasificó     | No clasificó | No clasificó | No clasificó | No clasificó | No clasificó | No clasificó |        |
| 2013   | No clasificó     | No clasificó | No clasificó | No clasificó | No clasificó | No clasificó | No clasificó |        |
| 2015   | No clasificó     | No clasificó | No clasificó | No clasificó | No clasificó | No clasificó | No clasificó |        |
| 2017   | No clasificó     | No clasificó | No clasificó | No clasificó | No clasificó | No clasificó | No clasificó |        |
| 2019   | Primera Fase     | 3            | 1            | 0            | 2            | 3            | 8            |        |
| 2023   | No clasificó     | No clasificó | No clasificó | No clasificó | No clasificó | No clasificó | No clasificó |        |
| Total  | 2/14             | 7            | 2            | 1            | 4            | 8            | 14           |        |

### Campeonato AFC U-16
Tayikistán no mandó equipo antes de 1992 por formar parte de la USSR, por lo que no formó parte de los procesos clasificatorios a las ediciones de 1986, 1988 y 1990.
| Récord | Récord                                     | Récord                                     | Récord                                     | Récord                                     | Récord                                     | Récord                                     | Récord                                     | Récord |
| Año    | Ronda                                      | J                                          | G                                          | E1                                         | P                                          | GF                                         | GC                                         |        |
| ------ | ------------------------------------------ | ------------------------------------------ | ------------------------------------------ | ------------------------------------------ | ------------------------------------------ | ------------------------------------------ | ------------------------------------------ | ------ |
| 1992   | No participó                               | No participó                               | No participó                               | No participó                               | No participó                               | No participó                               | No participó                               |        |
| 1994   | No participó                               | No participó                               | No participó                               | No participó                               | No participó                               | No participó                               | No participó                               |        |
| 1996   | No participó                               | No participó                               | No participó                               | No participó                               | No participó                               | No participó                               | No participó                               |        |
| 1998   | No clasificó                               | No clasificó                               | No clasificó                               | No clasificó                               | No clasificó                               | No clasificó                               | No clasificó                               |        |
| 2000   | No clasificó                               | No clasificó                               | No clasificó                               | No clasificó                               | No clasificó                               | No clasificó                               | No clasificó                               |        |
| 2002   | Suspendido                                 | Suspendido                                 | Suspendido                                 | Suspendido                                 | Suspendido                                 | Suspendido                                 | Suspendido                                 |        |
| 2004   | No clasificó                               | No clasificó                               | No clasificó                               | No clasificó                               | No clasificó                               | No clasificó                               | No clasificó                               |        |
| 2006   | Tercer lugar                               | 6                                          | 4                                          | 1                                          | 1                                          | 11                                         | 10                                         |        |
| 2008   | Descalificado                              | Descalificado                              | Descalificado                              | Descalificado                              | Descalificado                              | Descalificado                              | Descalificado                              |        |
| 2010   | Primera fase                               | 3                                          | 0                                          | 1                                          | 2                                          | 3                                          | 13                                         |        |
| 2012   | No clasificó                               | No clasificó                               | No clasificó                               | No clasificó                               | No clasificó                               | No clasificó                               | No clasificó                               |        |
| 2014   | No clasificó                               | No clasificó                               | No clasificó                               | No clasificó                               | No clasificó                               | No clasificó                               | No clasificó                               |        |
| 2016   | No clasificó                               | No clasificó                               | No clasificó                               | No clasificó                               | No clasificó                               | No clasificó                               | No clasificó                               |        |
| 2018   | Subcampeón                                 | 6                                          | 3                                          | 1                                          | 2                                          | 6                                          | 10                                         |        |
| 2020   | Cancelado debido a la pandemia de COVID-19 | Cancelado debido a la pandemia de COVID-19 | Cancelado debido a la pandemia de COVID-19 | Cancelado debido a la pandemia de COVID-19 | Cancelado debido a la pandemia de COVID-19 | Cancelado debido a la pandemia de COVID-19 | Cancelado debido a la pandemia de COVID-19 |        |
| 2023   | Primera fase                               | 3                                          | 0                                          | 1                                          | 2                                          | 1                                          | 5                                          |        |
| Total  | 3/14                                       | 9                                          | 4                                          | 2                                          | 3                                          | 14                                         | 23                                         |        |

1- Los empates incluyen los partidos que se definieron por penales.